# Waltraud Ahrndt
Waltraud Ahrndt, auch Waltraud Ahrndt-Schwarz (* 18. August 1933 in Leipzig als Waltraud Rabenstein; † 20. September 1999 in Schwerin) war eine deutsche Schriftstellerin und Übersetzerin.
Die seit 1981 in Beckentin lebende Waltraud Ahrndt schrieb Prosa und fertigte literarische Übersetzungen aus dem Russischen.

## Werke (Auswahl)
- Komm ich zeig dir unsre Stadt! Eine Bildergeschichte zur 800-Jahr-Feier Leipzigs. Leipzig: Musikschule Leipzig-Stadt [1965]
- Atempause. Halle, Leipzig: Mitteldeutscher Verlag 1978; 2. Auflage 1981
- Flugversuche. Halle, Leipzig: Mitteldeutscher Verlag 1985

### Übersetzungen (unvollständig)
- Grigori Kanowitsch: Kerzen im Wind. Aufbau-Verlag, Berlin, 1984

- Alexander Kuprin: Das sündige Viertel. Sittenbilder aus dem alten Russland. Rütten & Loening, Berlin, 1986